# Sopraponte
Sopraponte is een plaats (frazione) in de Italiaanse gemeente Gavardo.